# MAN NL 202
MAN NL 202 je nízkopodlažní autobus vyráběný německou firmou MAN v letech 1989–1992. Představen byl na jaře 1989. Autobus sice umožňuje nízkopodlažní vstup, všechna sedadla ale jsou umístěna na podestách. Výrobce nabízel dvou- a třídveřovou variantu. V nabídce byla jak dieselová, tak plynová varianta.
Již v roce 1992 byl představen inovovaný typ MAN NL 202(2). Opticky sice připomínal původní model, ale konstrukčně byl inovován. Hlavní rozdíl byl v konstrukci přední části, kde byla snížena podlaha a pod částí sedadel byly odstraněny podesty, zároveň byla rozšířena nabídka hnacích agregátů. 
V současné době je již většina původních autobusů MAN NL 202 v Německu vyřazena a v provozu jich zůstává jen pár u soukromých dopravců v zahraničí.